# Ревность (фильм, 2013)
Ревность (фр. La jalousie) — французский драматический фильм 2013 года режиссёра Филиппа Гарреля с Луи Гаррелем и Анной Муглалис в главных ролях. Был показан в основной секции конкурса на 70-м Венецианском международном кинофестивале. Это первая часть трилогии о любви Гарреля, вторая — «В тени женщин» (2015), а третья — «Любовник на день» (2017).

## Сюжет
Обнищавший актёр Луи пытается сделать из своей девушки Клаудии большую звезду. Но, несмотря на все усилия, он не может добиться своей цели. В конце концов девушка влюбляется в другого мужчину и изменяет Луи.

## В ролях
- Луи Гаррель — Луи
- Анна Муглалис — Клаудия
- Ребекка Конвенан — Клотильда
- Ольга Мильштейн — Шарлотта
- Эстер Гаррель — Эстер
- Артур Игуаль — друг Луи
- Жером Юге — Антуан
- Манон Кнёз — Люси

## Премьера и восприятие
Мировая премьера фильма состоялась 5 сентября 2013 года на конкурсе 70-го Венецианского международного кинофестиваля. Он был выпущен во Франции 4 декабря 2013 года.
На сайте Rotten Tomatoes фильм получил рейтинг одобрения 73 % на основе 26 обзоров, и средний рейтинг 6,35 / 10. На Metacritic фильм получил средневзвешенную оценку 66 из 100, основанную на 17 критиках, что указывает на «в целом положительные отзывы».
Кимбер Майерс из IndieWire поставила фильму оценку B (4), отметив: «Несмотря на то, что в нём есть персонажи, принимающие сомнительные решения, этот 77-минутный фильм, тем не менее, убедителен и красив, и представит особый интерес для поклонников французского кино». Бойд ван Хойдж из The Hollywood Reporter написал: «Актерская игра не особенна, но правдоподобна, а Муглалис, наконец, избавилась от своей супермодельной внешности, чтобы показать противоречивый и ошибочный, но очень человечный характер под ней». Лесли Фелперин из Variety назвал фильм «легким, но приятным к просмотру».